# Vineland (Colorado)
Pour les articles homonymes, voir Vineland.
Vineland est une ville américaine située dans le comté de Pueblo dans l’État du Colorado.

## Démographie
| 2000 | 2010 | - | - | - | - |
| ---- | ---- | - | - | - | - |
| 118  | 251  | - | - | - | - |